# Jakob Börjesson
Jakob Börjesson, född 1 oktober 1976 i Mora, är en svensk skidskytt.
Börjesson deltog vid olympiska vinterspelen 2006 där han bara tävlade i stafetten. Laget med Börjesson, Björn Ferry, Mattias Nilsson och Carl-Johan Bergman slutade på fjärde plats slagna av Frankrike på målfoto.
Han har även deltagit i två världsmästerskap och som bäst slutat på 42:a plats vid VM 2003 i distanstävlingen.
I världscupen är hans bästa placering en trettonde plats i jaktstarten från tävlingarna i Östersund 2002/2003.